# Zéo
« Zeo » redirige ici. Pour les objets d'hommage à l'espéranto, voir ZEO.
Zéo est une ville de la Région des Dix-Huit Montagnes située à l'ouest de la Côte d'Ivoire, dans le département de Bangolo dont elle est l'une des sous-préfectures.